# Gobemouche de Tickell
Cyornis tickelliae
Espèce
Statut de conservation UICN

 LC  : Préoccupation mineure
Le gobemouche de Tickell (Cyornis tickelliae) est une espèce d'oiseau présent en Asie du Sud-Est. Son nom commémore le colonel Samuel Richard Tickell (1811-1875), militaire et ornithologue britannique.

## Description
La longueur du corps varie de 8 à 20 cm. Cet oiseau est bleu sur les parties supérieures de son plumage. La couleur bleue s'étend pour lui faire un masque sur la tête. Sa gorge et sa poitrine sont d'un jaune roux. La femelle a un plumage différent, dans les tons bruns et olive avec un ventre plus clair.
Son habitat est forestier.